# Colius
Colius – rodzaj ptaków z rodziny czepig (Coliidae).

## Zasięg występowania
Rodzaj obejmuje gatunki występujące w Afryce Subsaharyjskiej.

## Morfologia
Długość ciała 29–38 cm (w tym ogon o dł. 17–26 cm); masa ciała 28–82 g.

## Systematyka

### Etymologia
- Colius: na podstawie tekstu „Colius” Möhringa w 1758 roku[6], która to nazwa, według Georges’a Cuviera pochodzi od gr. κολοιος koloios „kawka”. Zastosowanie tej nazwy do afrotropikalnych czepig jest niejasne i prawdopodobnie arbitralne. Dowsett w 1988 roku sugerował, że nazwa pochodzi od gr. κολεος koleos „pochwa miecza”, w aluzji do długich ogonów tych ptaków[7].
- Rhabdocolius: gr. ῥαβδος rhabdos „smuga, pasmo”; rodzaj Colius Brisson, 1760[8]. Gatunek typowy: Colius striatus J.F. Gmelin, 1789.
- Necrornis: gr. νεκρος nekros „martwy”; ορνις ornis, ορνιθος ornithos „ptak”[9]. Gatunek typowy: †Necrornis palustris A. Milne-Edwards, 1870.

### Podział systematyczny
Do rodzaju należą następujące gatunki:
- Colius striatus J.F. Gmelin, 1789 – czepiga rudawa
- Colius leucocephalus Reichenow, 1879 – czepiga białogłowa
- Colius castanotus J. Verreaux & E. Verreaux, 1855 – czepiga czerwonogrzbieta
- Colius colius (Linnaeus, 1766) – czepiga białogrzbieta